# Helena d’Abancourt de Franqueville
Helena d'Abancourt de Franqueville (26 tháng 2 năm 1874 tại Viên – 16 tháng 11 năm 1942 tại Kraków) là một nhà sử học nghệ thuật, thủ thư và dịch giả người Ba Lan, được biết đến nhiều nhất với công tác sử học tại Bảo tàng Quốc gia, Kraków và chức vụ thủ thư tại Viện Hàn lâm Khoa học và Nghệ thuật Ba Lan. Bà cũng được biết đến với việc dịch các tác phẩm của Romain Rolland và Ivo Vojnović. Bà cũng đóng góp tiểu sử của gia đình mình cho cuốn Polski Słownik Biograficzny.